# Australia en los Juegos Olímpicos de Lillehammer 1994
Australia estuvo representada en los Juegos Olímpicos de Lillehammer 1994 por un total de 25 deportistas que compitieron en 9 deportes.  
La portadora de la bandera en la ceremonia de apertura fue la esquiadora acrobática Kirstie Marshall.

## Medallistas
El equipo olímpico australiano obtuvo las siguientes medallas:
| Nombre                                                        | Deporte                              | Competición      |
| ------------------------------------------------------------- | ------------------------------------ | ---------------- |
| Oro                                                           |                                      |                  |
| —                                                             |                                      |                  |
| Plata                                                         |                                      |                  |
| —                                                             |                                      |                  |
| Bronce                                                        |                                      |                  |
| Steven Bradbury Kieran Hansen Andrew Murtha Richard Nizielski | Patinaje de velocidad en pista corta | 5000 m relevos M |